# С. Џошуа Свамидас
Санџај Џошуа Свамидас (енгл. Sanjay Joshua Swamidass) амерички је рачунски биолог, лекар, академик и писац индијског порекла. Ванредни је професор на Одељењу за лабораторијску и геномску медицину и шеф Катедре за транслациону биоинформатику Института за информатику на Универзитету у Сент Луису.
Свамидас је објавио преко 150 чланака. У истраживању се фокусира на примене статистичког машинског учења и теорије одлуке у контексту хемијске биологије и медицине. Радио је и на откривању и метаболизму лекова, као и на транслационом истраживању. Свамидас је оснивач интернет форума Peaceful Science (Мирна наука), на ком пише о унапређивању праксе грађанске науке. Такође ради и као ванредни уредник часописа BMC Medical Informatics and Decision Making.
Године 2022. Свамидас је постао члан Америчког удружења за унапређење науке.

## Образовање
Свамидас је студирао на Калифорнијском универзитету у Ервајну и 2000. године стекао диплому из области биолошких наука, а магистарску и докторску тезу 2006. односно 2007. године из области информатике и рачунарства. Године 2009. стекао је докторат из медицине и потом се уписао на Вашингтонски унверзитет у Сент Луису како би завршио свој боравак на клиничкој патологији.

## Каријера
Свамидас је 2010. године именован за асистента на Одељењу за имунологију и патологију Вашингтонског факултета за медицину, а наредне године је унапређен на позицију ванредног професора лабораторијске и геномске медицине.

## Истраживање
Свамидас истраживање фокусира на вештачку интелигенцију примењену на раскршћу између медицине, биологије и хемије. Његова дела из те области појавила су се у WIRED и The Wall Street Journal.

### Књиге
- Swamidass, S. Joshua (2019). The Genealogical Adam and Eve. The Surprising Science of Universal Ancestry (на језику: енглески). Downers Grove: IVP Academic. ISBN 978-0-8308-5263-5.

### Одабрани чланци
- Swamidass, S. Joshua; Chen, Jonathan; Bruand, Jocelyne; Phung, Peter; Ralaivola, Liva; Baldi, Pierre (јун 2005). „Kernels for small molecules and the prediction of mutagenicity, toxicity and anti-cancer activity”. Bioinformatics (на језику: енглески). 21 (Suppl. 1): i359—i368. doi:10.1093/bioinformatics/bti1055.
- Ralaivola, Liva; Swamidass, Sanjay J.; Saigo, Hiroto; Baldi, Pierre (октобар 2005). „Graph kernels for chemical informatics”. Neural Networks (на језику: енглески). 18 (8): 1093—1110. doi:10.1016/j.neunet.2005.07.009.
- Li, Jiao; Zheng, Si; Chen, Bin; Butte, Atul J.; Swamidass, S. Joshua; Lu, Zhiyong (јануар 2016). „A survey of current trends in computational drug repositioning”. Briefings in Bioinformatics (на језику: енглески). 17: 2—12. doi:10.1093/bib/bbv020.
- Travers, Ching;  . (април 2018). „Opportunities and obstacles for deep learning in biology and medicine”. Journal of The Royal Society Interface (на језику: енглески). 15 (141). doi:10.1098/rsif.2017.0387.